# Noboru Rokuda
Noboru Rokuda (六田登 Rokuda Noboru?,  nacido el  23 de julio, 1952 en Yao, Osaka, Japón) es un mangaka japonés. Hizo su debut profesional en el año 1978 con Saigo Test, por el cual se ganó el premio Shogakukan New Artist Award. También Rokuda se ganó el premio Shōgakukan en la categoría general por el manga F.

En España se han publicado dos de sus obras, Dash Kappei y Ganon por la editorial Bazai.

## Trabajos
- Saigo Test (最終テスト?)
- Abare Taikai (あばれ大海?)
- Dash Kappei (ダッシュ勝平?)
- Sono Na mo Agarou (その名もあがろう?)
- Kai no Tabidachi) (カイの旅立ち?)
- Ryohei Shinjijou) (僚平新事情?)
- Youki na Kamome (陽気なカモメ?)
- F (エフ?)
- Twin
- Ichigo Nido Monogatari (ICHIGO 二都物語?)
- Kabocha Hakusho (かぼちゃ白書?)
- Kumatora Courage Track Story (クマトラ クレイジートラックストーリー?)
- Baron (バロン?)
- Umi ga Naku Toki (海が鳴く時?)
- Young Man (ヤングマン?)
- Kame Kitou Mantarou Ore to Monogatari (カメ 亀頭万太郎と俺物語?)
- Sky
- Jariken - Nihonkoku Kodomo Kenpou (じゃりけん―日本国子供憲法?)
- Shishi no Oukoku (獅子の王国?)
- Seisei no Utage (星々の宴?)
- Noboru Rokuda Collection (六田登短編集?)
- Yorokobi no Hibi (歓びの日々?)
- Return
- Cinema (シネマ?)
- Takako (たかこ?)
- Utamaro (歌麿?)
- Shinai Naru M he (親愛なるMへ?)
- CURA
- Senoku no Mushi (千億の蟲?)
- Comic Ban Project X Chosensha Tachi (コミック版プロジェクトX挑戦者たち?)
- BOX
- Nemuri Tamasaburo (眠り玉三郎?)
- F Regeneration (F REGENERATION 瑠璃?)
- Tanomu Kara Shizuka ni Shitekure (頼むから静かにしてくれ?)
- Ganon -Juu Chikara Ansatsuken- (ガノン―十力暗殺剣―?)